# Kirkbyoidea
De Kirkbyoidea zijn een superfamilie van uitgestorven kreeftachtigen uit de klasse van de Ostracoda (mosselkreeftjes).

## Familie
- Amphissitidae Knight, 1928 †
- Kellettinidae Sohn, 1954 †
- Kirkbyellidae Sohn, 1961 †
- Kirkbyidae Ulrich & Bassler, 1906 †
- Scrobiculidae Posner, 1951 †